# 草を刈る娘
草を刈る娘（くさをかるむすめ）は、石坂洋次郎の短篇小説、およびその映画化作品。映画作品は日活製作・配給、カラー、日活スコープ、上映時間88分。

## 概略
1947年11月『文藝春秋』に掲載、48年細川書店より単行本を刊行。1953年「思春の泉」として宇津井健主演で映画化。1961年『草を刈る娘』として吉永小百合主演で再映画化されたが、この時に「思春の泉」も「草を刈る娘」と改題された。

## あらすじ
津軽平野の農村を舞台として、若い男女の恋愛、農民たちのユーモラスな生活ぶりが描かれている。

## スタッフ
- 企画	...............坂上静翁
- 監督	...............西河克己
- 助監督	...............白鳥信一
- 脚本	...............三木克巳
- 原作	................　石坂洋次郎
- 撮影	................　岩佐一泉
- 音楽	...............池田正義
- 美術	................　佐谷晃能
- 録音	................　	中村敏夫
- 照明	................　	三尾三郎

==キャスト==	　	　
- モヨ子	.........吉永小百合
- 時造（その恋人）・・・浜田光夫
- そで子婆さん（双見部落の統卒者）.....望月優子
- ため子婆さん（富田部落の統卒者） .....清川虹子
- 金作（中年の百姓）...............大坂志郎
- ちえ（その妻） ..............菅井きん
- 佐吾治（新婚の百姓） ..........山田吾一
- ヤス子（その妻） ...........安田千永子
- 一郎（モヨ子の幼友達）	.......平田大三郎
- 加代（その母）..............三戸部スエ
- 庄吉（時造の友人）........高島稔
- 小林巡査 ..............益田喜頓
- 物売りの小父さん ........佐野浅夫
- 善太 ................近藤宏
- はま子 ...............小園蓉子

## 映像ソフト
- 2008年2月9日より、日活からDVDが発売された。